# Skänninge stadshotell
Skänninge stadshotell är ett stadshotell i Skänninge, Mjölby kommun. Det invigdes 1885. 

## Historia
Skänninge stadshotell stod klart 1885 och invigdes samma år. Under 1950-talet ändrades de grönmålade fönstren i korsputs till vita med liggande post, och under 1960-talet ändrades den kalkputsade fasaden från ljus beige-gul till ljust grå spritputs.
På första och andra våningsplanet gjordes om- och tillbyggnader 1978. Till kafédelen flyttades två valv medan sällskapsrum, kontor och linnerum blev en yta för självservering. Bar byggdes till och tre hotellrum blev förråd.
I slutet av 1990-talet genomförde ägaren, tillsammans med länsmuseet och Mjölby kommun, en omfattande renovering. Både yttre fasad och delar av interiören återställdes då till originalskick.
År 2014 gick Christina Landoff in som huvudägare i hotellet. Dessförinnan ägdes hotellet av Green Venue Hotels AB.

### Konkurs
Verksamheten gick i konkurs 2019, och verksamheten lades ner. Kronofogden försökte sälja fastigheten i omgångar, inledningsvis med ett begärt pris på 19,9 miljoner kronor. Stadshotellet såldes på exekutiv auktion i början av 2023 för 4,3 miljoner kronor. Den köptes av en kriminellt belastad ung man. Hotellet återöppnades i augusti 2023 och för driften stod Sam Barchini.

### Människorovshärva
Hösten 2023 uppmärksammades att ägaren var inblandad i en människorovshärva som kunde knytas till hotellet. Han dömdes 2024 till nio års fängelse för grovt narkotikabrott, narkotikabrott samt människorov. Däremot friades han från åtal angående våldtäkt.